# Grand Canyon Rapids
Grand Canyon Rapids es una atracción acuática del tipo rápidos de PortAventura Park, parque temático español situado en Salou y Vilaseca. Está ambientada en el Gran Cañón del Colorado, emulando una antigua mina del Lejano Oeste.

## Inicios
La atracción fue abierta al público desde el día de la apertura del parque.

## Descripción

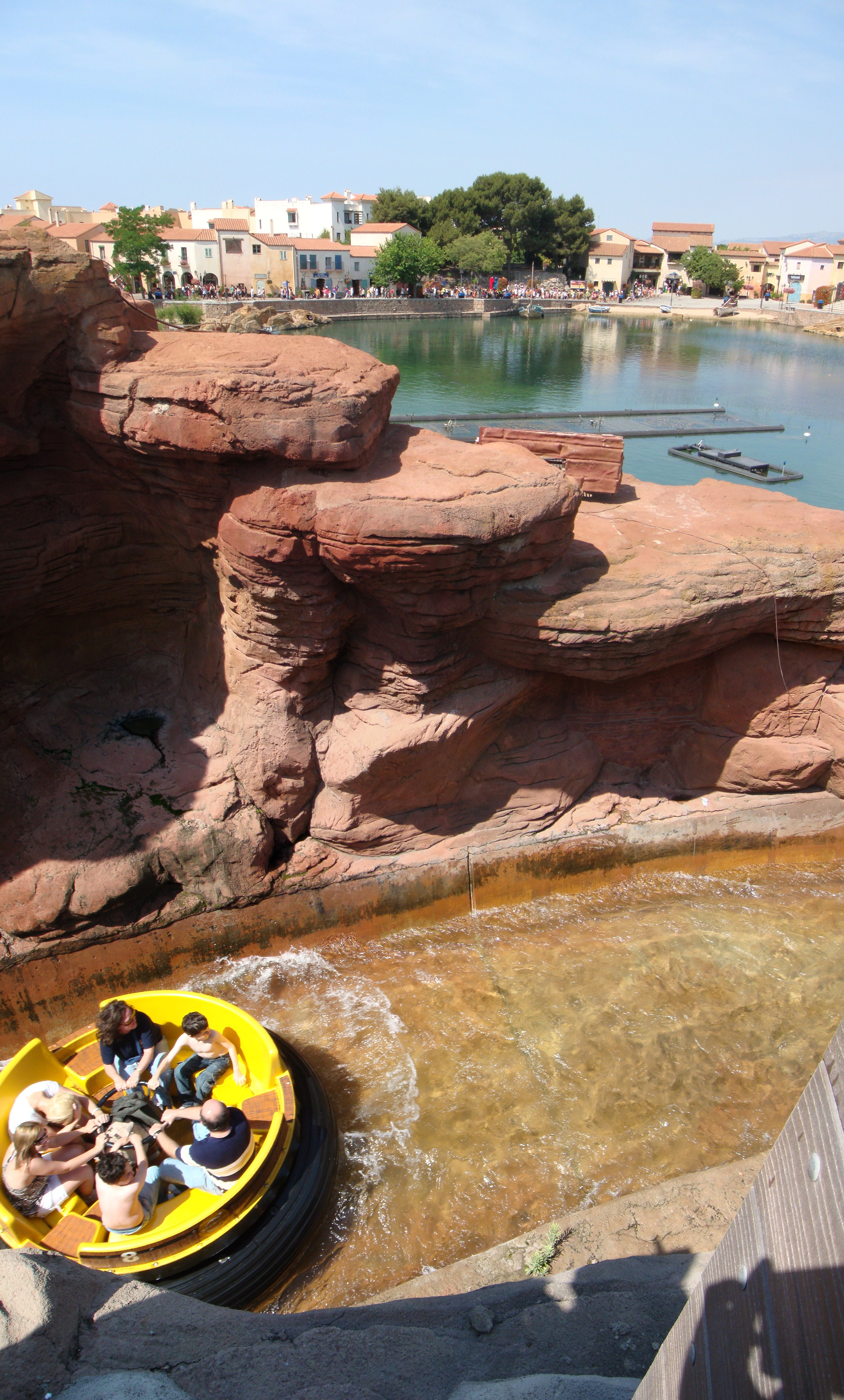
Mirador de la atracción con vistas a Mediterrania.

Consta de una serie de flotadores neumáticos con capacidad para 9 personas que avanzan por un canal de agua que va sorteando diversas zonas donde el agua hace altibajos y giros a distinta velocidad. Existen elementos en el recorrido como cascadas y chorros de agua que vienen de pistolas de agua o una cañería rota.
Grand Canyon Rapids dispone de Photo Ride y tienda propia (Grand Canyon Shop).

## Argumento
Ningún ser humano había podido descender por las gargantas del Grand Canyon Rapids y salir con vida de la experiencia. Ese hermoso hilo de plata que se divisa desde las inmensas rocas anaranjadas constituía una trampa mortal. La leyenda aseguraba que el lecho del río estaba lleno de grandes pepitas de oro. Las tribus indias explicaban tremendas historias del terrible final que habían tenido muchas expediciones que habían intentado el descenso del Cañón. 
El 24 de mayo de 1869, el comandante Jhon Wesley Powell con ocho hombres y cuatro barcazas inició la aventura del descenso desde la ciudad de Green River. Al fin, el gigante había sido dominado por el hombre. Hoy te toca a ti hacerlo en las afueras de Penitence, en los rápidos más divertidos de PortAventura Park. 

## Tematización
La tematización de la cola se basa simplemente en el tejado donde encontramos todas las herramientas que se utilizan en las famosas minas de oro, que se descubrieron por la zona durante la fiebre del oro. El recorrido transcurre por dentro de una recreación de un cañón con numerosos puentes y cascadas tematizado con elementos de dichas minas. La zona del Grand Canyon Rapids del Far West, reproduce una zona minera con todo detalle.

## Recorrido
El circuito va perdiendo altura lentamente y serpenteando. Se empieza con una curva cerrada a la izquierda, luego una muy amplia a la derecha bajo al menos tres puentes, luego una chicane izquierda-derecha. Una recta y tras ésta una curva a la derecha que tras otra recta retorna a los pasajeros a la estación de carga. Son unos 465 metros.

## Ficha

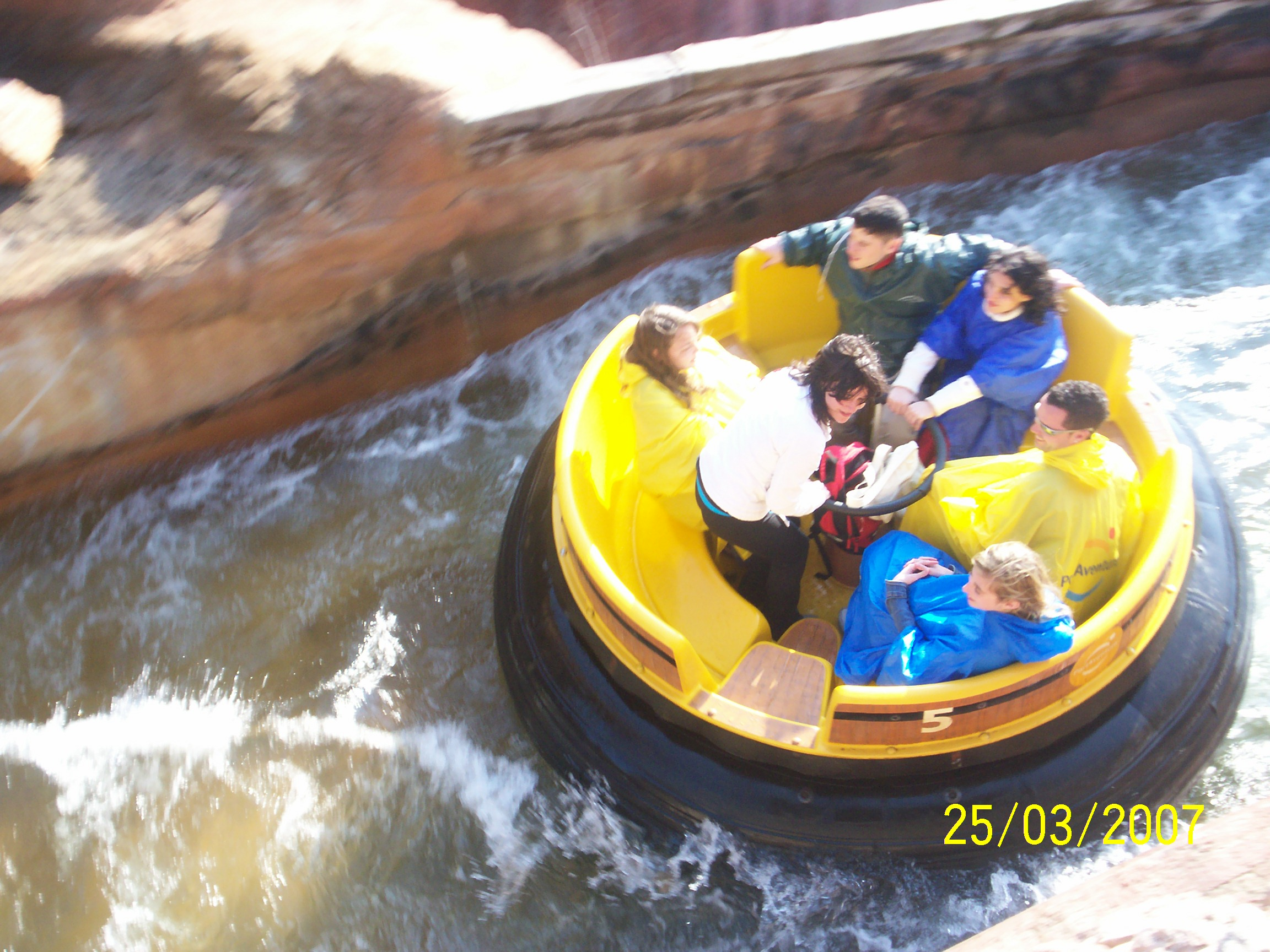
Foto durante el recorrido, desde un mirador.

| Fecha de inauguración           | 2 de mayo de 1995                                 |
| Zona del Parque                 | Far West                                          |
| Tipo                            | Rápidos                                           |
| Diseño                          | Intamin AG                                        |
| Estado actual                   | Abierta                                           |
| Longitud del recorrido          | 465 m                                             |
| Duración del recorrido          | 3 minutos                                         |
| Velocidad máxima                | 15 km/h                                           |
| Nº máximo de donuts simultáneos | -                                                 |
| Capacidad por donut             | 9 (3×3)                                           |
| Volumen de pasajeros            | - personas/hora                                   |
| Foto/Video On Ride              | Sí / No                                           |
| Servicio Express                | Sí                                                |
| Altura Min. y Max               | 1,1 m / No ( hasta 1,3 m deben ir acompañados)/ - |
| Acceso con movilidad reducida   | No                                                |
| Coste                           | 1.000.000 de €                                    |
| Geolocalización                 | 41°05′12″N 1°09′24″E / 41.086779, 1.156534        |

## Galería de fotos

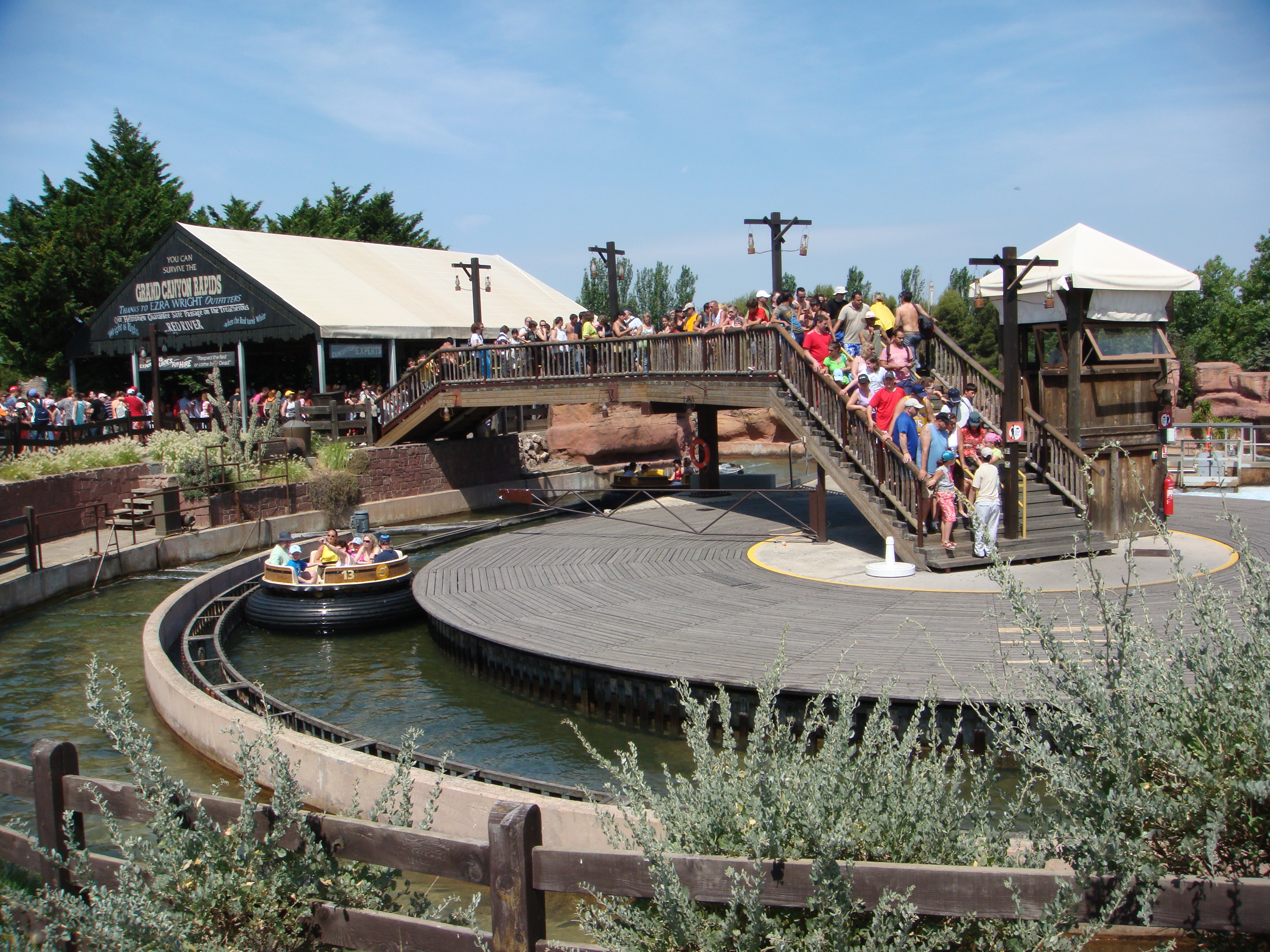
Carga y descarga de pasajeros

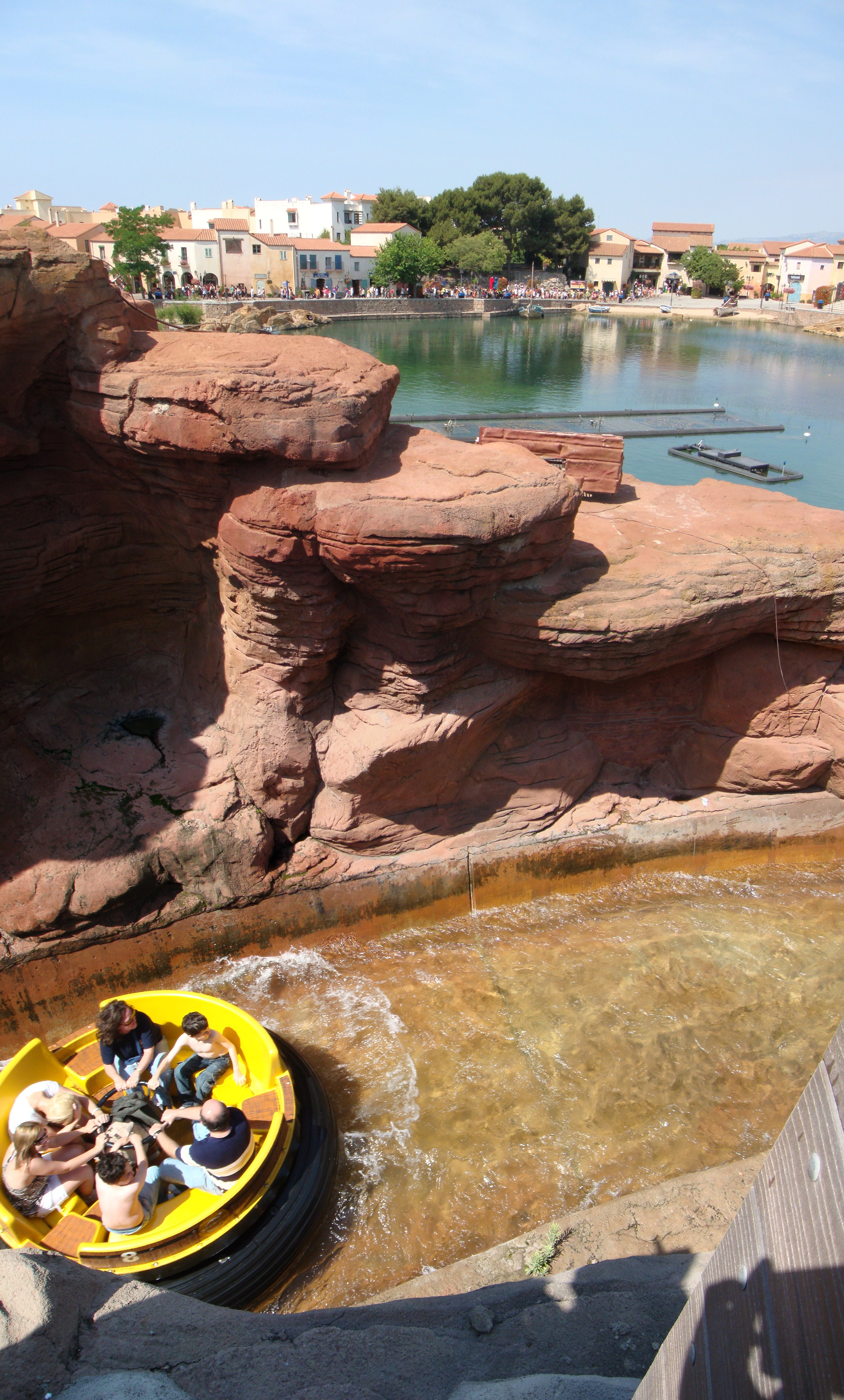
Vista del recorrido con el lago de mediterránia al fondo.
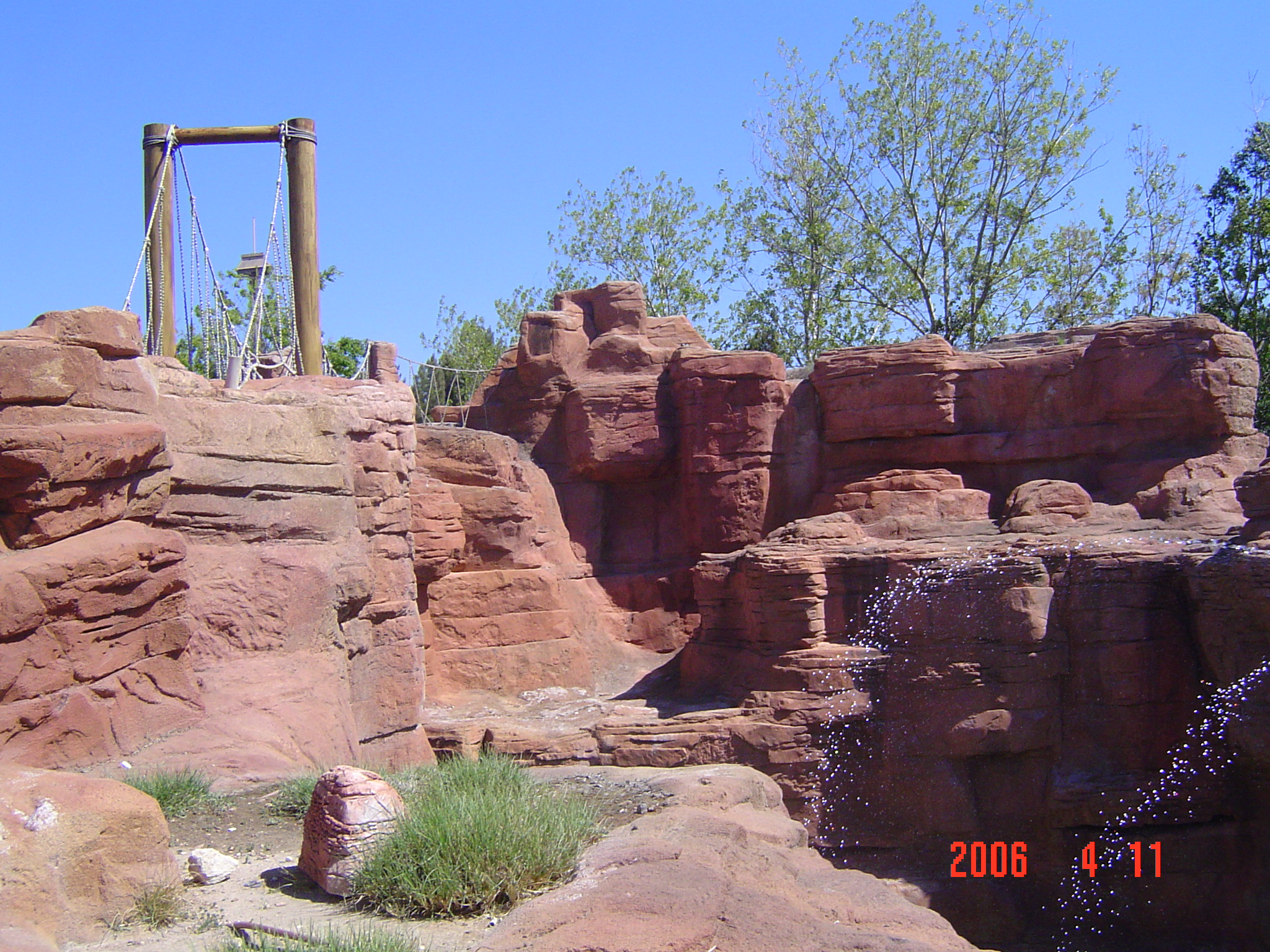
Parte superior del cañón por el que van los donuts.
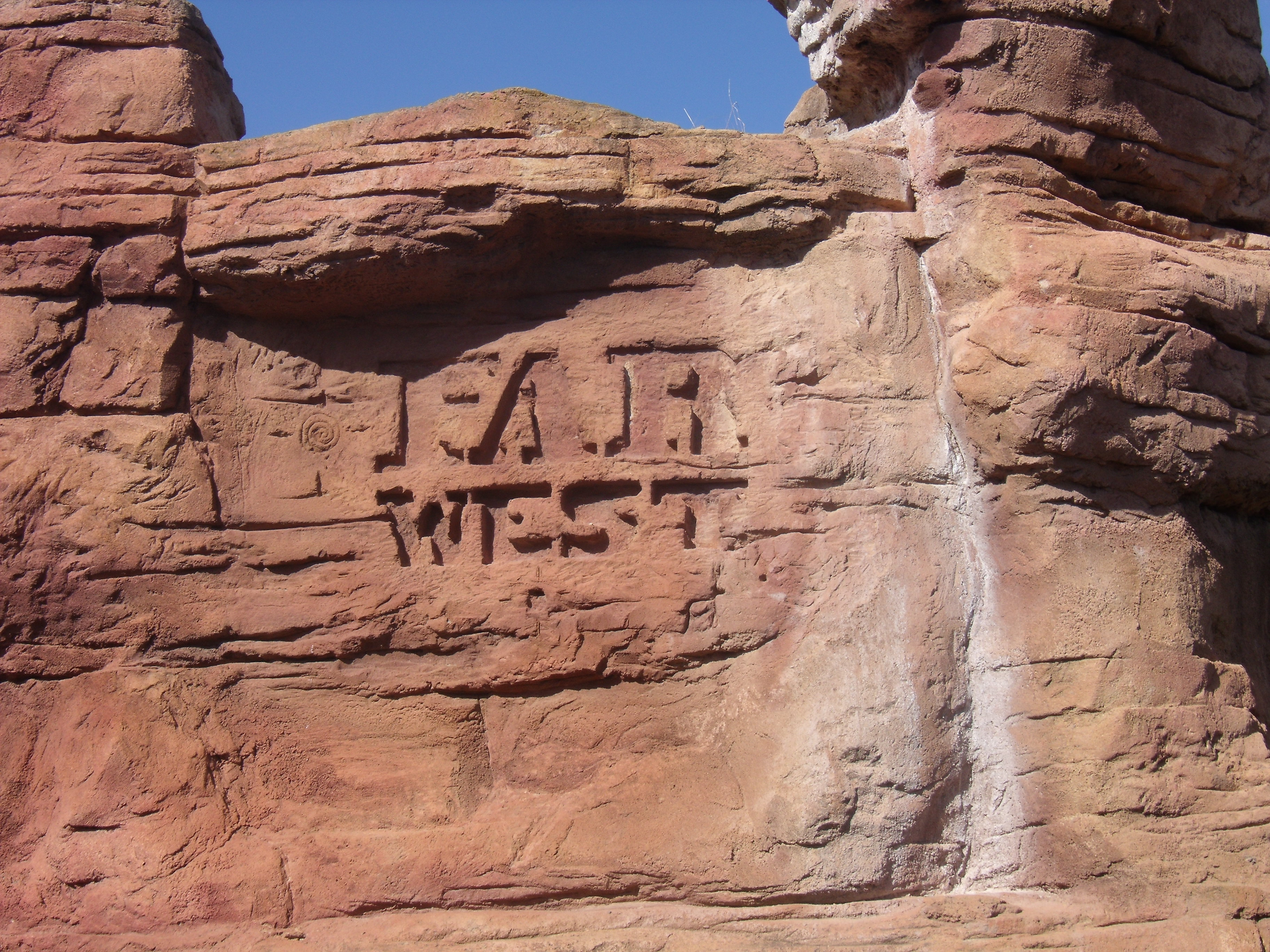
Decoración de Far West en el cañón de la atracción.
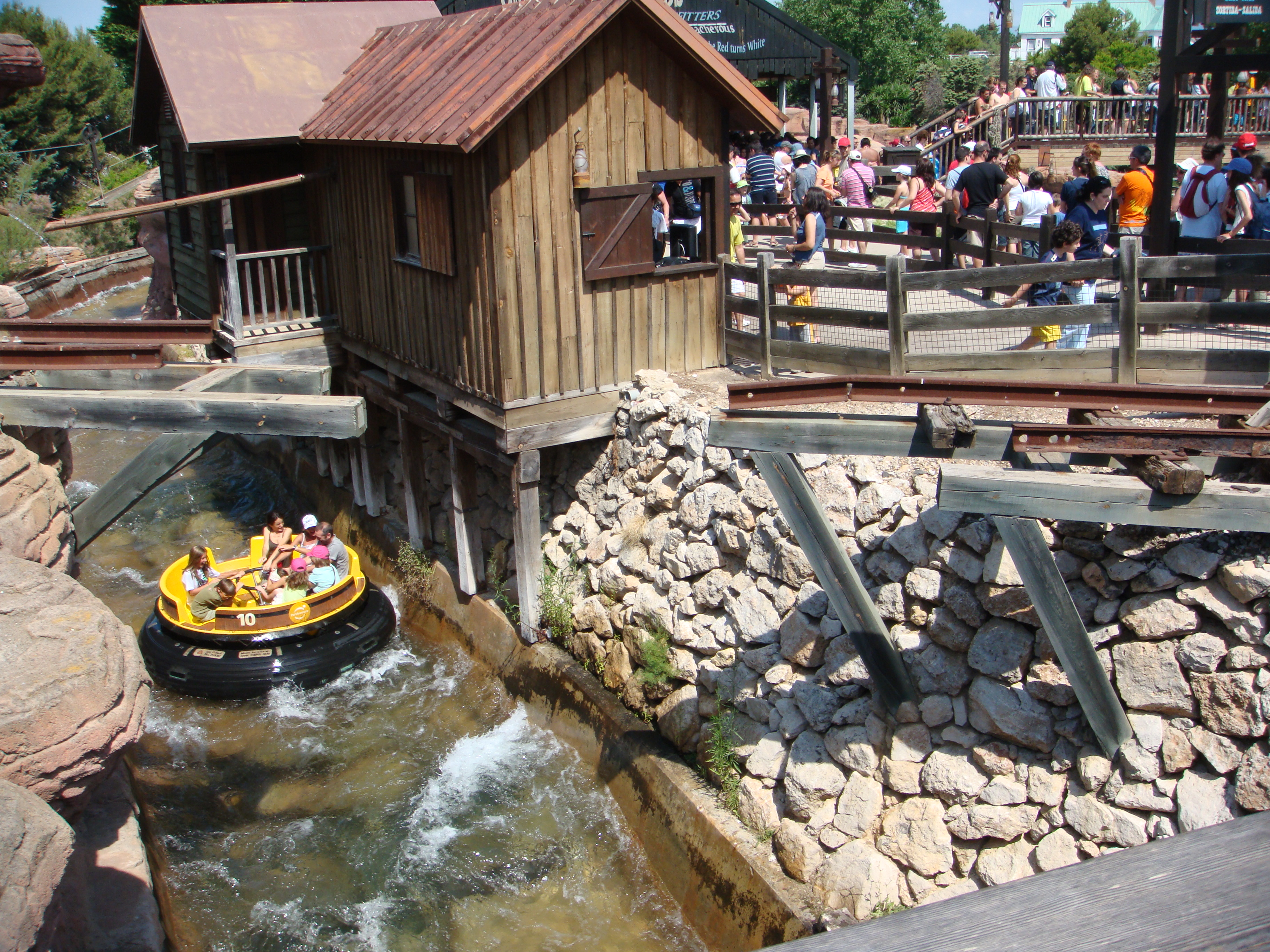
Vista desde el puente.
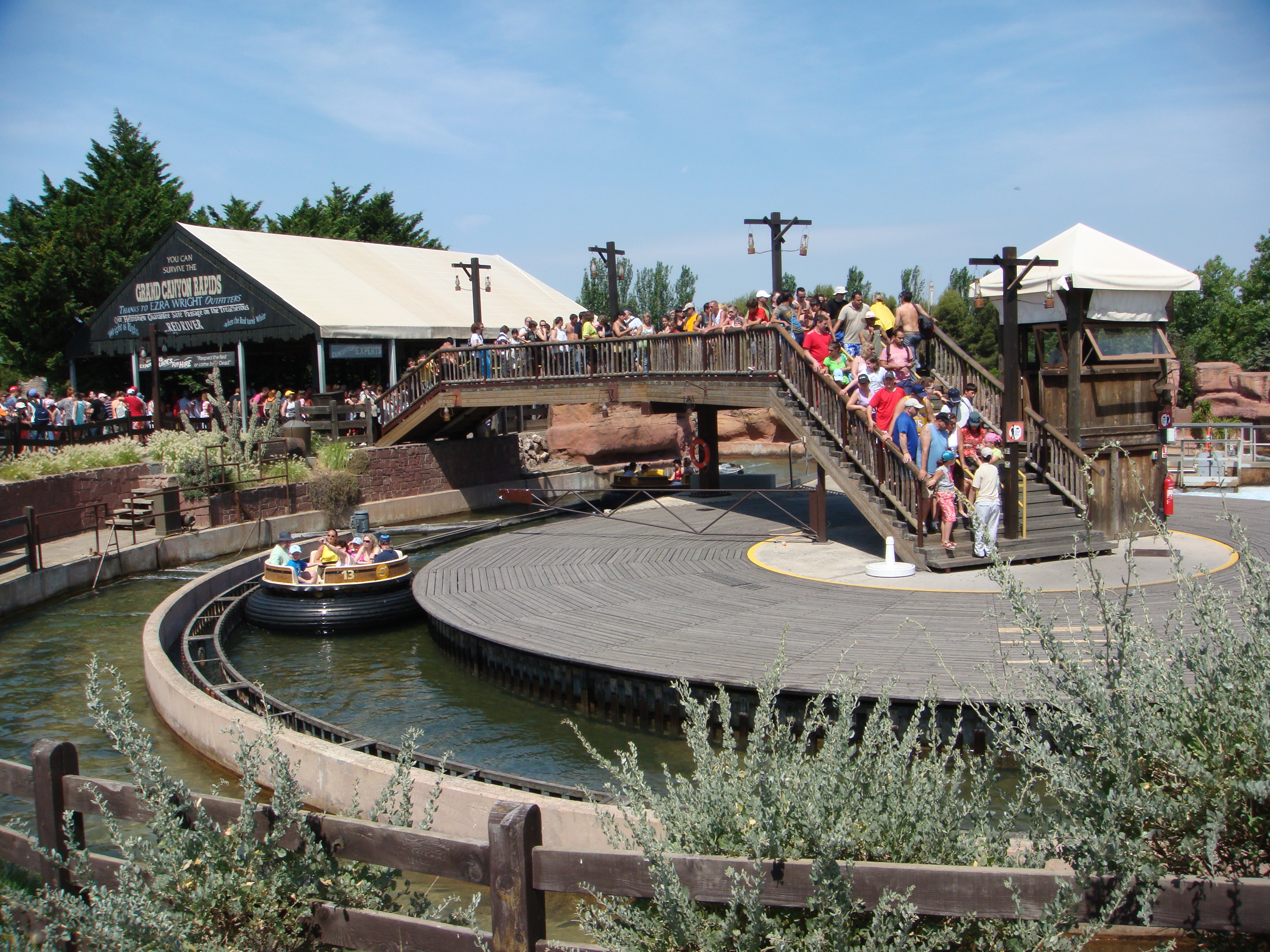
Sistema de carga y lanzamiento de la atracción.
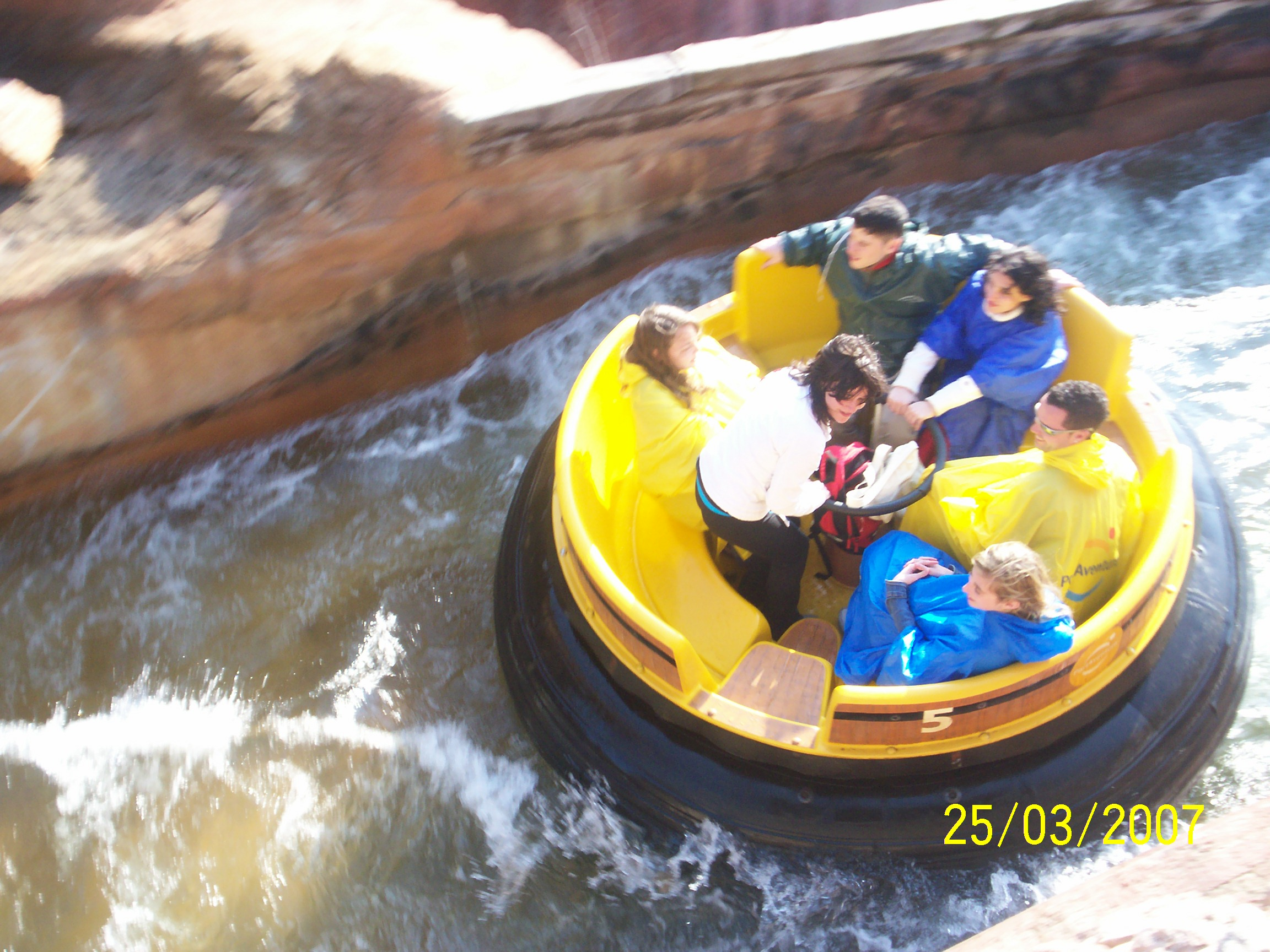
Foto de la atracción en marcha desde los miradores.
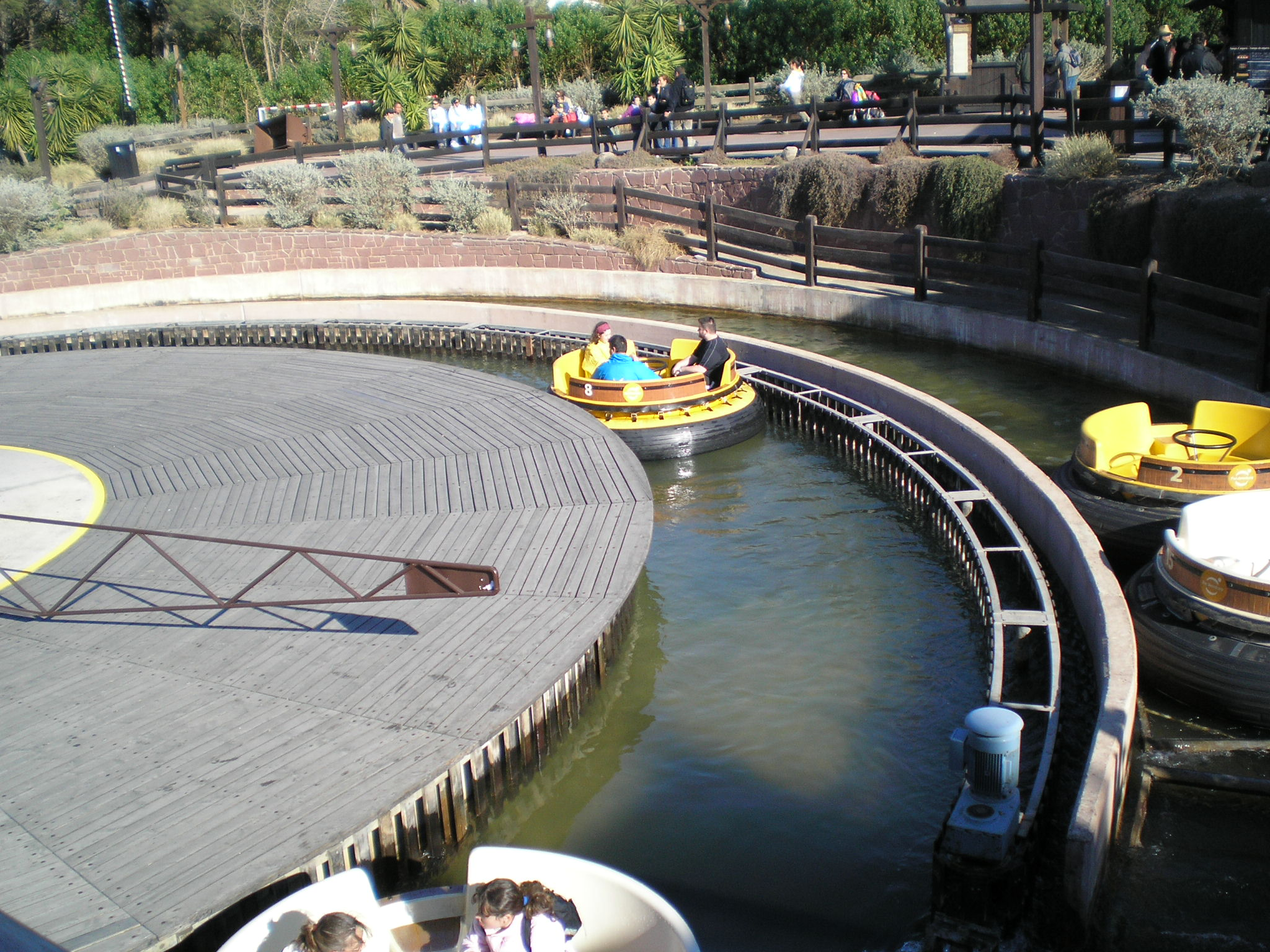
Zona de carga y descarga de pasajeros.

### Atracciones de PortAventura Park
- Shambhala: Expedición al Himalaya
- Furius Baco
- Dragon Khan
- Hurakan Condor
- Stampida
- Tomahawk
- El Diablo - El tren de la mina
- Silver River Flume
- Ferrocarril Tour
- Tutuki Splash
- Tami-Tami
- Sea Odyssey
- Templo del Fuego
- Fumanchú

Atracciones similares
- Rápidos ACME